# Зігфрід Кнемеєр
Зігфрід Кнемеєр (нім. Siegfried Knemeyer; 5 квітня 1909, Білефельд, Німецька імперія —  11 квітня 1979, Єллоу-Спрінгс, США) — німецький льотчик-ас розвідувальної авіації, оберст люфтваффе. Кавалер Лицарського хреста Залізного хреста.

## Біографія
В 1930-х роках пройшов льотну підготовку. З 1933 року — викладач школи сліпих польотів в Целле. В 1935 переведений в Імперське міністерство авіації, а в 1936 році зарахований в люфтваффе. В 1940 року переведений в спеціальну групу «Ровель», завданням якої було здійснення розвідувальних польотів на кордоні з СРСР. Учасник Німецько-радянської війни. З 1942 року — командир 4-ї ескадрильї розвідувальної групи ОКЛ. В листопаді 1942 року очолив управлінську групу авіаційного розвитку Імперського міністерства авіації, потім очолив групу розвідувальної авіації. Після закінчення війни переїхав у Францію, потім — у Велику Британію та США, де активно співпрацював з ВПС США, обіймаючи посади радника та експерта.

## Нагороди
- Нагрудний знак пілота
- Медаль «За вислугу років у Вермахті» 4-го класу (4 роки)
- Залізний хрест 2-го і 1-го класу
- Авіаційна планка розвідника
- Німецький хрест в золоті (27 липня 1942)
- Лицарський хрест Залізного хреста (29 серпня 1943)
- Відзнака Міністерства оборони за видатну цивільну службу (США; 1966)